# Arcieparchia di Urmia

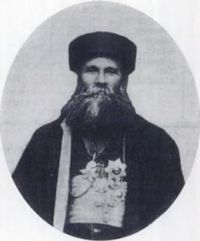
Il vescovo Thomas Audo (1892-1918)

L'arcieparchia di Urmia (in latino Archieparchia Urmiensis) è una sede metropolitana della Chiesa cattolica caldea in Iran. Nel 2022 contava 1.000 battezzati. La sede è vacante.

## Territorio
L'arcieparchia comprende la città di Urmia (nel nord-ovest dell'Iran), dove si trova la cattedrale di Santa Maria Madre di Dio, consacrata il 4 giugno 1954.
Il territorio è suddiviso in 4 parrocchie.

## Storia
Benché non siano noti vescovi fino al XVI secolo, Urmia appare sede di un vescovado nestoriano dal XIII secolo, quando è indicata come suffraganea degli arcivescovi dell'Atropatene (o Adarbaigan).
Secondo lo storico caldeo Joseph Tfinkdji, durante la prima unione della Chiesa caldea con Roma (1553-1662) si ebbe una serie di vescovi di Urmia in comunione con la Santa Sede.
L'attuale arcieparchia è stata eretta il 4 settembre 1890. Il primo arcieparca, Thomas Audo, trovò la morte nel 1918 in seguito alle persecuzioni contro i cristiani della regione; con lui furono messi a morte molti preti e fedeli, tra cui Jacques-Emile Sontag, delegato apostolico della Persia ed arcivescovo latino di Ispahan.
Dal 1930 l'eparchia di Salmas è unita in persona episcopi all'arcieparchia di Urmia.

## Cronotassi dei vescovi
Si omettono i periodi di sede vacante non superiori ai 2 anni o non storicamente accertati.
- Giovanni † (1560 - 1569 ?)
- Giuseppe † (1589 - 1611 ?)
- Jesu Yab † (1611 - 1616)[2]
- Abramo † (1616 - 1647 ?)
- Thomas Audo † (3 dicembre 1890 - 27 luglio 1918 deceduto)
- Isaac-Jesu-Yab Khoudabache (Koudabache) † (6 ottobre 1930 - 8 agosto 1939 deceduto)
- Abel Zayia (Zaya) † (6 dicembre 1939 - 18 marzo 1951 deceduto)
- Zaya Dachtou † (14 luglio 1951 - 15 agosto 1972 deceduto)
- Samuel Chauriz, O.A.O.C. † (1º maggio 1974 - 14 giugno 1981 deceduto)
- Thomas Meram (30 novembre 1983 - 6 gennaio 2024 ritirato)
  - Imad Khoshaba Gargees,[1] dal 6 gennaio 2024 (amministratore patriarcale)

## Statistiche
L'arcieparchia nel 2022 contava 1.000 battezzati. Le statistiche includono anche l'eparchia di Salmas.
| anno | popolazione | popolazione | popolazione | presbiteri | presbiteri | presbiteri | presbiteri                | diaconi | religiosi | religiosi | parrocchie |
| anno | battezzati  | totale      | %           | numero     | secolari   | regolari   | battezzati per presbitero | diaconi | uomini    | donne     | parrocchie |
| ---- | ----------- | ----------- | ----------- | ---------- | ---------- | ---------- | ------------------------- | ------- | --------- | --------- | ---------- |
| 1896 | 6.000       | ?           | ?           | 40         |            |            | 150                       |         |           |           | 70 ?       |
| 1913 | 7.800       | ?           | ?           | 43         |            |            | 181                       |         |           |           | 13         |
| 1949 | 3.373       | 400.000     | 0,8         | 12         | 7          | 5          | 281                       |         | 6         | 12        | 5          |
| 1970 | 4.500       | 4.000.000   | 0,1         | 6          | 6          |            | 750                       |         |           |           | 9          |
| 1980 | 2.150       | ?           | ?           | 6          | 2          | 4          | 358                       |         | 6         |           | 1          |
| 1990 | 2.000       | ?           | ?           | 3          | 3          |            | 666                       |         |           |           | 2          |
| 1999 | 1.500       | ?           | ?           | 4          | 3          | 1          | 375                       |         | 1         | 4         | 2          |
| 2000 | 1.500       | ?           | ?           | 4          | 3          | 1          | 375                       |         | 1         | 4         | 2          |
| 2001 | 1.500       | ?           | ?           | 4          | 3          | 1          | 375                       |         | 1         | 5         | 2          |
| 2002 | 1.500       | ?           | ?           | 3          | 3          |            | 500                       |         |           | 5         | 2          |
| 2003 | 1.500       | ?           | ?           | 3          | 2          | 1          | 500                       |         | 1         | 5         | 6          |
| 2004 | 1.500       | ?           | ?           | 3          | 2          | 1          | 500                       |         | 1         | 5         | 3          |
| 2009 | 1.350       | ?           | ?           | 4          | 3          | 1          | 337                       |         | 1         | 5         | 4          |
| 2010 | 1.350       | ?           | ?           | 4          | 3          | 1          | 337                       |         | 1         | 5         | 4          |
| 2014 | 1.350       | ?           | ?           | 4          | 3          | 1          | 337                       |         | 1         | 6         | 4          |
| 2017 | 1.350       | ?           | ?           | 4          | 3          | 1          | 337                       |         | 1         | 2         | 4          |
| 2020 | 1.000       | ?           | ?           | 2          | 2          |            | 500                       |         |           | 2         | 4          |
| 2022 | 1.000       | ?           | ?           | 1          | 1          |            | 1.000                     |         | 1         | 2         | 4          |